# Eisenbahnunfall von Chester

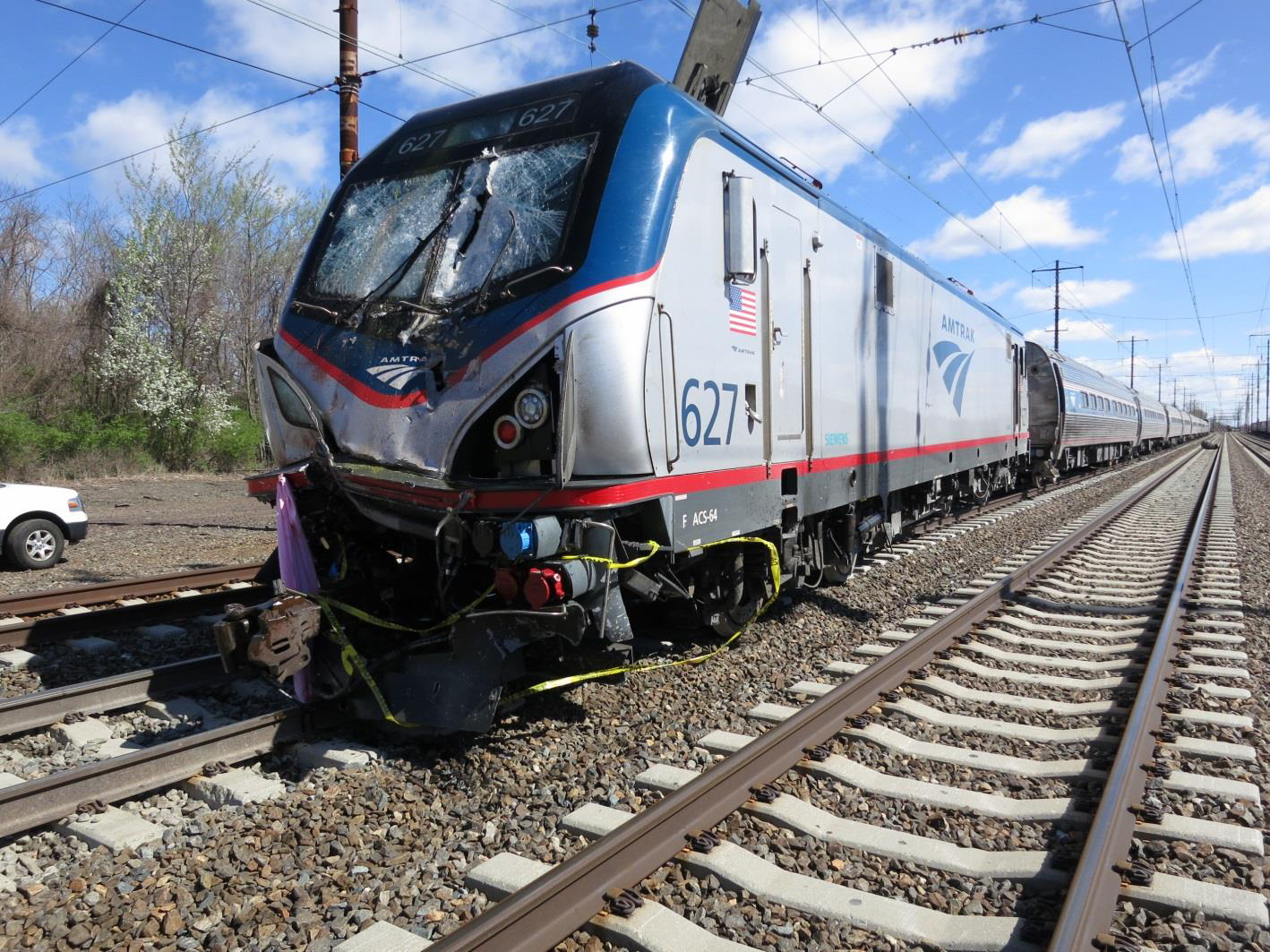
Die durch den Unfall beschädigte Lokomotive

Der Eisenbahnunfall von Chester ereignete sich am 3. April 2016 in Chester (Pennsylvania) auf dem Northeast Corridor zwischen Washington, D.C. und Philadelphia. Dabei kollidierte ein Hochgeschwindigkeitszug mit der Schaufel eines Baggers, der auf der Strecke für Instandhaltungsarbeiten an den Schwellen genutzt wurde. Die beiden Gleisarbeiter starben sofort.

## Unfallhergang
Der Zug verließ um 7:32 Uhr die Philadelphia 30th Street Station und war auf dem Weg nach Savannah (Georgia). Der Zug bestand aus einer Lokomotive, acht Personenwagen, einem Bistrowagen und einem Gepäckwagen. Im Zug befanden sich 337 Passagiere und 7 Personen des Personals. Bei der Lokomotive 627 handelte es sich um eine Siemens Amtrak ACS-64 mit einer Höchstgeschwindigkeit von 200 km/h. Der Zug war mit dem Zugbeeinflussungssystem Advanced Civil Speed Enforcement System (ACSES) ausgestattet.
Auf Gleis 2 der viergleisigen Strecke fanden Bauarbeiten statt, weshalb dieses  Gleis vom 1. April 22:00 Uhr bis 4. April 5:00 Uhr voll gesperrt war. Zeitweise sollten die benachbarten Gleise ebenfalls gesperrt werden. Hierzu musste der Schichtleiter eine sogenannte „foul time“ beim Fahrdienstleiter anmelden, woraufhin dieser die Gleise sperrt. Die Stellwerkstechnik verhindert, dass Zugfahrten in ein gesperrtes Gleis zugelassen werden können. Erst nachdem der Fahrdienstleiter die Sperrung aktiv aufhebt, kann er wieder eine Fahrt zulassen.
Am Morgen waren alle vier Gleise gesperrt, da ein Bagger eingesetzt wurde, der auch die benachbarten Gleise nutzen musste. Das Aufheben einer „foul time“ konnte nur von demjenigen angefordert werden, der sie ursprünglich beantragt hatte und das Regelwerk von Amtrak sah nicht vor, die Verantwortung an eine Person zu übergeben. Um 7:29 rief der Vorarbeiter der Nachtschicht daher zum Ende seiner Schicht den Fahrdienstleiter an, um die Sperrung der Gleise aufzuheben, während sich die Bauarbeiter sowie der Bagger weiterhin im Gleis 3 befanden. Der Vorarbeiter ging davon aus, dass der Vorarbeiter der Tagschicht unmittelbar danach wieder die Sperrung der Gleise anmelden würde.
Der Fahrdienstleiter hob nach dem Gespräch die Sperrung im Stellwerk auf, jedoch lediglich für das Gleis 3. Somit konnten Zugfahrten durch dieses Gleis zugelassen werden.
Der Amtrak-Zug fuhr mit 106 mph (170 km/h), wenig unter der zugelassenen Geschwindigkeit von 110 mph auf diesem Streckenabschnitt. Als der Triebfahrzeugführer den Bagger vor sich im Gleis sah, leitete er eine Schnellbremsung ein und gab ein Warnsignal ab. Der Aufprall erfolgte bei 99 mph (160 km/h). Neben den zwei Todesfällen wurden im Zug Passagiere verletzt, 41 davon wurden in ein Krankenhaus eingeliefert. Der Sachschaden wurde später mit 2,2 Millionen US-Dollar beziffert.

## Untersuchung
Die Unfalluntersuchungsbehörde National Transportation Safety Board (NTSB) und die Federal Railroad Administration (FRA) begannen umgehend mit der Untersuchung. Der Fahrtenschreiber und zwei Videokameras konnten dafür aus dem Zug geborgen werden.
Schon im vorläufigen Bericht vom 18. April 2016 wurde darauf verwiesen, dass die Strecke eigentlich gesperrt sein sollte. Die Gleisarbeiter hatten planmäßig eine Schwellenerneuerung vorgenommen, wofür ein Gleis vom 1. April 22:00 Uhr bis 4. April 5:00 Uhr durchgehend und die übrigen Gleise zeitweilig gesperrt werden durften. Dennoch hatte ein Zug ein Fahrtsignal bekommen, sodass es am 3. April um 7:50 Uhr zur Kollision kam – der Arbeitszug stand dabei auf Gleis 2 der vierspurigen Strecke, während der Zug auf Gleis 3 vorbeifahren wollte. Die erhobene Schaufel eines Baggers im Gleis 3 prallte dabei auf den Führerstand, wodurch der Zug entgleiste.
Der endgültige Bericht vom 14. November 2017 meldete 20 Versäumnisse, die zur Kollision beigetragen haben. Als wesentliche Ursache wurde angegeben, dass der Schichtleiter der Nachtschicht das Gleis zum Schichtende frei gemeldet hatte. Da die Arbeiten jedoch in der Tagschicht weitergehen sollten, hätte der nächste Schichtleiter die Sperrung des nebenliegenden Gleises wieder sicherstellen müssen. Es wurde kritisiert, dass Amtrak kein Verfahren vorsah, um die Verantwortung für eine Sperrung von einem Mitarbeiter zum anderen zu übergeben. Weiterhin gehörte es zu den Vorschriften, die Gleise während der Arbeiten mit einem sogenannten Shunt zu sichern, der den Gleisstromkreis des Streckenabschnitts kurzgeschlossen und somit dessen Belegung in der Leitstelle gemeldet hätte – die Arbeiter hatten diesen jedoch nicht bei sich. Erst im Nachgang des Unfalls kaufte Amtrak tausende dieser Geräte.
Hinzu trat eine katastrophale Fehlerkultur im Unternehmen. Zum Zeitpunkt des Unfalls herrschte eine feindliche Stimmung zwischen der Eisenbahngesellschaft und der Gewerkschaft der Gleisarbeiter, weshalb auch bei kleinsten Verstößen gegen Sicherheitsvorschriften sofort Kündigungen ausgesprochen wurden. Dies führte dazu, dass viele Probleme von den Arbeitern nicht mehr an die Gesellschaft gemeldet wurden und das Unterlaufen der Sicherheitsregeln selbst zur Regel werden konnte. Dazu gehört auch, dass eigentlich jede Schicht neu eingewiesen wird, welcher Raum ihnen für welche Bauarbeiten zur Verfügung steht und dass die Voraussetzungen dafür geprüft wurden. Dies war hier alles entfallen.
Weiterhin zeigte sich, dass alle Beteiligten des Personals unter Einfluss von Drogen standen – Kokain und Opioide bei den getöteten Gleisarbeitern, Marihuana beim Triebfahrzeugführer. Dieser wurde anschließend entlassen. Der NTSB-Bericht merkte jedoch an, dass diese Beeinträchtigung nicht wesentlich zum Unfallhergang beigetragen hat. Es sei nur ein Hinweis auf die mangelnde Arbeitskultur – im Nachgang begann man mit regelmäßigen Stichproben auf Drogenkonsum bei den Beschäftigten des Unternehmens.